# Biten
Biten är en ö i Finland. Den ligger i Skärgårdshavet och i kommunen Kimitoön i den ekonomiska regionen  Åboland i landskapet Egentliga Finland, i den sydvästra delen av landet. Ön ligger omkring 58 kilometer söder om Åbo och omkring 160 kilometer väster om Helsingfors. Biten ligger 6 meter över havet.
Öns area är 2,7 hektar och dess största längd är 340 meter i sydväst-nordöstlig riktning.